# Renesas RAファミリ
Renesas RAファミリは、ルネサスエレクトロニクスが開発する32ビットマイクロコントローラーのファミリ名である。RAの名称の由来は「Renesas Advanced」の頭文字からきている。

## 概要
Arm Cortex-Mコアを採用したCPUと、ルネサスがSHファミリやRXファミリなどのオリジナルコアマイコンなどの長年の経験とノウハウが詰まった周辺機能を備えている。2019年10月に発表された。RA2シリーズ（最大60MHz）、RA4シリーズ（最大100MHz）、RA6シリーズ（最大240MHz）、そして最上位のRA8シリーズ（最大480MHz）、さらにRA0シリーズ（最大32MHz）を追加し、全5シリーズがラインアップされている。
RAファミリの特長はルネサスの独自の周辺機能とArmアーキテクチャの融合であり、特にセキュリティに関しては自社で開発した暗号エンジンであるSecure Crypt Engine (SCE) とArmの「TrustZone for Arm v8-M」を融合し、PSAに準拠した「Trusted Firmware-M (TF-M) API」に対応することによってIoT機器のセキュリティ開発を安全かつ迅速に行えるとしている。
もう一つの特長として、オペレーティングシステムとしてFreeRTOSおよびAzure RTOSを採用したFlexible Software Package (FSP)を提供している。このFSPはほぼソースコードで提供されており（一部オブジェクト部分あり）、無償で利用可能であり、また様々なユースケースを想定し、ユーザーの過去からのソフトウェア資産やエコシステムソフトウェアとの併用などのフレキシブルな活用が可能である。よってデフォルトで採用されているFreeRTOSやAzure RTOSにこだわらずベアメタルでの開発はもちろん、μITRONなど他の様々な商用オペレーティングシステムを活用することも可能としている。

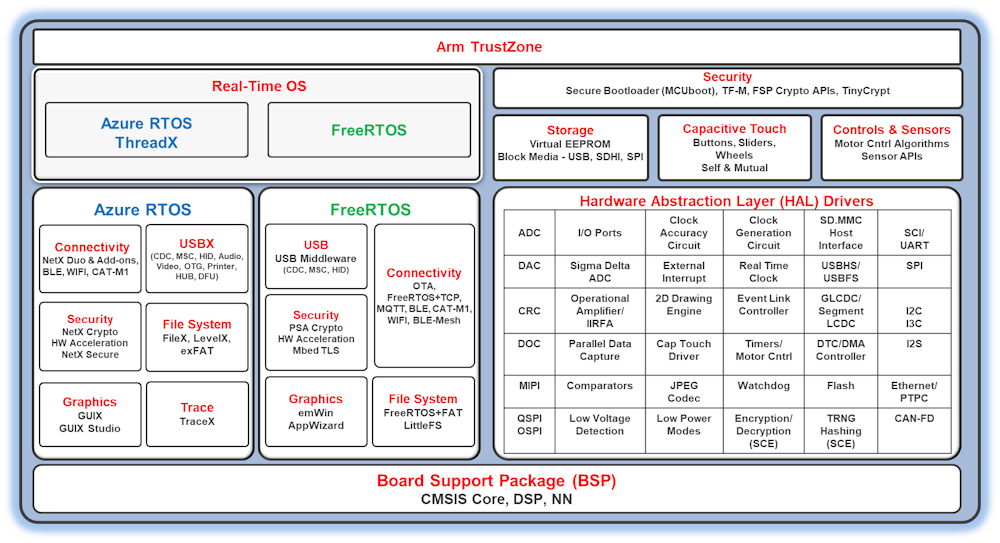
Flexible Software Packageの概略図

## 歴史

### マイクロコントローラー
- 2019年10月　Renesas RAファミリ発表。初期ラインナップとして5グループ（RA2A1, RA4M1, RA6M1, RA6M2, RA6M3)がリリースされる。
- 2020年
  - 5月　ワイヤレス対応製品を拡充。Bluetooth Low Energy 5.0に対応するRA4W1をリリース。
  - 10月
    - 最高200MHz動作のCortex-M33コア、TrustZone搭載のRA6M4をリリース。
    - AIによる予知保全システムの実現にも対応するモータ制御用マイコンRA6T1をリリース。

  - 12月
    - 新たなタッチセンシング用IPを搭載するCortex-M23コアのRA2L1をリリース。
    - RA4シリーズで初めてCortex-M33コア、TrustZone搭載のRA4M3をリリース。
- 2021年
  - 1月　超小型WLCSPパッケージをラインナップに揃える低コスト帯向けエントリー製品RA2E1リリース。
  - 2月　100MHz動作のCortex-M33を搭載したRA4M2をリリースし、RA4シリーズを拡充。
  - 3月　最大2MBのデュアルバンクFlash、CAN-FDやUSB-HSをサポートするRA6M5をリリース。
  - 9月　Cortex-M33コアを搭載した製品としては初のエントリーライン製品、RA4E1とRA6E1をリリース。
  - 10月　ファミリ最軽量マイコンとして、小ピン/小型/低消費電力のRA2E2をリリース。
  - 12月　モータ制御用マイコン「RA6T2」グループをリリースし、RA6シリーズを拡充。

- 2023年
  - 3月　RA4/RA6シリーズのエントリーライン新製品、RA4E2とRA6E2をリリース。
  - 5月　RA4/RA6シリーズのモータ制御用マイコンの新製品、RA4T1とRA6T3をリリース。
  - 10月　業界初Arm Cortex-M85コアを搭載したRA8シリーズの第一弾となる「RA8M1」グループをリリース。
  - 12月　RA2シリーズのエントリーライン新製品、RA2E3をリリース
  - 12月　RA8シリーズのグラフィックス対応新製品、RA8D1をリリース
- 2024年
  - 1月　RA8シリーズのモータ制御マイコンの新製品、RA8T1をリリース
  - 3月　RA2シリーズの新製品、RA2A2をリリース
  - 4月　RA0シリーズの第一弾となる「RA0E1」グループをリリーズ
  - 11月　RA8シリーズのエントリーラインマイコン「RA8E1」「RA8E2」をリリース
- 2025年
  - 2月　RA4シリーズの超低消費電力マイコン「RA4L1」をリリース
  - 4月　RA0シリーズの第二弾として「RA0E2」グループをリリース
  - 6月　業界初USB Type-C規格Release2.4に準拠した「RA2L2」グループをリリース
  - 7月　RA8シリーズでデュアルコアとMRAMを搭載した「RA8P1」グループをリリース
  - 7月　RA2シリーズのモータ制御マイコンの新製品、RA2T1をリリース

### ソフトウェア
- 2019年10月　マイコンの初期ラインナップの評価用にFSPv0.8.0をリリース
- 2020年
  - 3月　FSPv1.0.0をリリースし初期ラインナップの全機能に一通り対応
  - 5月　RA4W1のBSPやBluetoothプロトコルスタックを備えるFSPv1.1.0をリリース
  - 7月　FSPv1.2.0をリリースし、Segger emWinやCMSISのアップデートを実施
  - 8月　FSPv1.3.0をリリースし、仮想EEPROMなどの仕様拡張を実施
  - 10月
    - TrustZone対応等メジャーアップデートを実施。RA6M4のBSPを含むFSPv2.0.0をリリース
    - RA6T1に対応し、モーター制御ドライバやUSBコンポジットに対応したFSPv2.1.0をリリース

  - 12月　RA2L1とRA4M3の新製品に対応するFSPv2.2.0をリリース
- 2021年
  - 1月　RA2E1及びRA4M2に対応するFSPｖ2.3.0をリリース
  - 3月　RA6M5のリリースに併せてFSPv2.4.0をリリース
  - 4月　FSPv3.0.0により、従来のFreeRTOSに加えて、Microsoft Azure RTOSに対応
  - 6月　FSPv3.1.0をリリース
  - 8月　FSPv3.2.0をリリース
  - 9月　FSPv3.3.0をリリース
  - 10月　FSPv3.4.0をリリース
  - 12月　FSPv3.5.0をリリース
- 2022年
  - 2月　FSPv3.6.0をリリース
  - 4月　FSPv3.7.0をリリース
  - 6月　FSPv3.8.0をリリース
  - 8月　FSPv4.00をリリース
  - 10月　FSPv4.1.0をリリース
  - 12月　FSPv4.2.0をリリース
- 2023年
  - 2月　FSPv4.3.0をリリース
  - 4月　FSPv4.4.0をリリース
  - 6月　FSPv4.5.0をリリース
  - 8月　FSPv4.6.0をリリース
  - 10月　FSPv5.0.0をリリース
  - 11月　FSPv5.0.1をリリース
  - 12月　FSPv5.1.0をリリース
- 2024年
  - 2月　FSPv5.2.0をリリース
  - 4月　FSPv5.3.0をリリース
  - 6月　FSPv5.40をリリース
  - 8月　FSPv5.50をリリース
  - 10月　FSPv5.6.0をリリース
  - 12月　FSPv5.7.0をリリース
- 2025年
  - 2月　FSPv5.8.0をリリース
  - 4月　FSPv5.9.0をリリース
  - 6月　FSPv6.0.0をリリース

## CPUコア
RA4シリーズとRA6シリーズではArm v7-MアーキテクチャのArm Cortex-M4コアおよびARMv8-MアーキテクチャのArm Cortex-M33コアを採用、ローエンドのシリーズであるRA2シリーズとRA0シリーズにはARMv8-MアーキテクチャのArm Cortex-M23コアを採用している。
また、2023年10月にはRA8シリーズとして業界で初めてArm Cortex-M85を採用したマイクロコントローラがリリースされた。

## マイコンラインアップ

### RA8シリーズ
RA8シリーズはRAファミリの中でも最上位に位置付けられているシリーズである。ArmのCortex-M85コアを業界で最初に採用したμコントローラで、動作周波数は最大で480MHz。MプロファイルベクタエンジンであるHeliumを搭載することで、従来のCortex-M7よりも大幅に性能向上することがうたわれている。これにより従来MPUが必要だった性能要求の厳しいアプリケーションにおいてもマイコンを使用することが可能になり、低い消費電力やコスト、短い起動時間などのマイコンの利点を享受することができる。
| シリーズ | 製品グループ | CPUコア 最大動作周波数 動作電圧範囲                                   | ピン数        | Flash容量                          | SRAM容量 | 代表的な周辺機能 |
| -------- | ------------ | --------------------------------------------------------------------- | ------------- | ---------------------------------- | -------- | --- |
| RA8      | RA8M1        | Arm Cortex-M85 480MHz 1.68~3.6V動作                                   | 100~224       | 最大2MB                            | 1MB      | Renesas Security IP, Arm TrustZone, Octal SPI, USBHS, USBFS, イーサネット, SDHI, SCI, SPI, I2C, I3C, CAN-FD, SSI, 12bit ADC, 12bit DAC, Comparator, 各種タイマ, CEU Camera Interface                                     |
| RA8      | RA8D1        | Arm Cortex-M85 480MHz 1.68~3.6V動作                                   | 176~224       | 最大2MB                            | 1MB      | Renesas Security IP, Arm TrustZone, Octal SPI, USBHS, USBFS, イーサネット, SDHI, SCI, SPI, I2C, I3C, CAN-FD, SSI, 12bit ADC, 12bit DAC, Comparator, 各種タイマ, Graphics LCDC, 2D DRW, MIPI DSI IF, CEU Camera Interface |
| RA8      | RA8T1        | Arm Cortex-M85 480MHz 1.68~3.6V動作                                   | 100~224       | 最大2MB                            | 1MB      | Renesas Security IP, Arm TrustZone, USBFS, イーサネット, SDHI, SCI, SPI, I2C, I3C, CAN-FD, 12bit ADC, 12bit DAC, Comparator, 各種タイマ                                                                                  |
| RA8      | RA8E1        | Arm Cortex-M85 360MHz 1.68~3.6V動作                                   | 100, 144      | 1MB                                | 544KB    | Arm TrustZone, Octal SPI, USBFS, イーサネット, SCI, SPI, I2C, CAN-FD, SSI, 12bit ADC, 12bit DAC, Comparator, 各種タイマ, CEU Camera Interface                                                                            |
| RA8      | RA8E2        | Arm Cortex-M85 480MHz 1.68~3.6V動作                                   | 224           | 1MB                                | 672KB    | Arm TrustZone, Octal SPI, USBFS, SCI, SPI, I2C, CAN-FD, SSI, 12bit ADC, 12bit DAC, Comparator, 各種タイマ, Graphics LCDC, 2D DRW, External memory IF                                                                     |
| RA8      | RA8P1        | Arm Cortex-M85 1GHz Cortex-M33 250MHz Ethos-U55 500MHz 1.62~3.63V動作 | 289, 224, 303 | 最大1MB (MRAM) 最大8MB (SiP Flash) | 2MB      | Renesas Security IP, Arm TrustZone, Octal SPI, USBHS, USBFS, イーサネット, SDHI, SCI, SPI, I2C, I3C, CAN-FD, SSI, 16bit ADC, 12bit DAC, Comparator, 各種タイマ, Graphics LCDC, 2D DRW, MIPI DSI IF, CEU Camera Interface |

### RA6シリーズ
RA6シリーズは高い処理性能と大容量メモリを搭載したシリーズである。CAN、USB、QSPIやイーサネットなどの多彩なコネクティビティに対応しており、TFTグラフィックLCDへの対応や、モーター制御用のPWMを出力するタイマやアナログ回路も豊富にサポートするなど多彩な機能が充実している。共通鍵暗号であるAESだけではなく、公開鍵暗号のRSAやECCに加えて、ハッシュ演算の処理を実行できる専用ハードウェア（Secure Crypt Engine）を搭載している為、IoTデバイスに要求されるセキュアコミュニケーションを容易に実現できる。
| シリーズ | 製品グループ | CPUコア 最大動作周波数 動作電圧範囲 | ピン数  | Flash容量           | SRAM容量 | 代表的な周辺機能 |
| -------- | ------------ | ----------------------------------- | ------- | ------------------- | -------- | --- |
| RA6      | RA6M5        | Arm Cortex-M33 200MHz 2.7~3.6V動作  | 100~176 | 最大2MB (Dual Bank) | 512KB    | Arm TrustZone, USBHS, USBFS, QSPI, Octaメモリインタフェース, イーサネット, SDHI, SCI, SPI, I2C, CAN-FD, CEC IIC, 12bit ADC, 12bit DAC, 各種タイマ, 静電容量タッチセンシング, Secure Crypt Engine 9 (SCE9) |
| RA6      | RA6M4        | Arm Cortex-M33 200MHz 2.7~3.6V動作  | 64~144  | 最大1MB (Dual Bank) | 256KB    | Arm TrustZone, USBFS, QSPI, Octaメモリインタフェース, イーサネット, SDHI, SCI, SPI, I2C, CAN, IIC, 12bit ADC, 12bit DAC, 各種タイマ, 静電容量タッチセンシング, Secure Crypt Engine 9 (SCE9)               |
| RA6      | RA6M3        | Arm Cortex-M4 120MHz 2.7~3.6V動作   | 100~176 | 最大2MB             | 640KB    | USBHS/FS, QSPI, イーサネット, SDHI, SCI, SPI, I2C, CAN, IIC, 12bit ADC, 12bit DAC, 各種タイマ, GLCDC, JPEG, 2DG, 静電容量タッチセンシング, Secure Crypt Engine 7 (SCE7)                                   |
| RA6      | RA6M2        | Arm Cortex-M4 120MHz 2.7~3.6V動作   | 100~145 | 最大1MB             | 384KB    | USBFS, QSPI, イーサネット, SDHI, SCI, SPI, I2C, CAN, IIC, 12bit ADC, 12bit DAC, 各種タイマ, 静電容量タッチセンシング, Secure Crypt Engine 7 (SCE7)                                                        |
| RA6      | RA6M1        | Arm Cortex-M4 120MHz 2.7~3.6V動作   | 64~100  | 最大512KB           | 256KB    | USBFS, QSPI, SDHI, 各種タイマ, SCI, SPI, I2C, CAN, IIC, 12bit ADC, 12bit DAC, 静電容量タッチセンシング, Secure Crypt Engine 7 (SCE7)                                                                      |
| RA6      | RA6E1        | Arm Cortex-M33 200MHz 2.7~3.6V動作  | 48~100  | 最大1MB             | 256KB    | Arm TrustZone, USBFS, QSPI, イーサネット, SDHI, SCI, SPI, I2C, CAN, IIC, 12bit ADC, 12bit DAC, 各種タイマ                                                                                                 |
| RA6      | RA6T1        | Arm Cortex-M4 120MHz 2.7~3.6V動作   | 64~100  | 最大512KB           | 64KB     | モーター制御用マイコン 各種タイマ, SCI, SPI, I2C, CAN, 12bit ADC, 12bit DAC, Secure Crypt Engine 7 (SCE7)                                                                                                 |
| RA6      | RA6T2        | Arm Cortex-M33 240MHz 2.7~3.6V動作  | 48~100  | 最大512KB           | 64KB     | モーター制御用マイコン 各種タイマ, SCI, SPI, I2C, CAN FD, 16bit ADC, 12bit DAC, TFUとIIRフィルタを統合したハードウェアアクセラレータ                                                                      |
| RA6      | RA6E2        | Arm Cortex-M33 200MHz 2.7~3.6V動作  | 32~64   | 最大256KB           | 40KB     | Arm TrustZone, USB FS, QSPI, SSI, HDMI CEC, SCI, SPI, I3C, CAN FD, 12bit ADC, 12bit DAC, 各種タイマ |
| RA6      | RA6T3        | Arm Cortex-M33 200MHz 2.7~3.6V動作  | 32~64   | 256KB               | 40KB     | モーター制御用マイコン 各種タイマ, USB FS, SCI, SPI, I3C, CAN FD, 12bit ADC, 12bit DAC, PGA, Comparator, TFU                                                                                              |

### RA4シリーズ
RA4シリーズは最適化された処理性能と消費電力のバランスが特長である。電力消費を抑えつつ、性能やコネクティビティが必要なアプリケーションに最適である。USBやCANといったコネクティビティも充実しており、またその低消費電力を活かして、Bluetooth Low Energy 5.0に対応した製品もそろえる。高分解能A/Dコンバータ、セグメントLCDコントローラ、静電容量タッチセンシングなど、家電製品やヘルスケア製品に必要な機能を備えている。
| シリーズ | 製品グループ | CPUコア 最大動作周波数 動作電圧範囲 | ピン数 | Flash容量  | SRAM容量 | 代表的な周辺機能 |
| -------- | ------------ | ----------------------------------- | ------ | ---------- | -------- | --- |
| RA4      | RA4M3        | Arm Cortex-M33 100MHz 2.7~3.6V動作  | 64~144 | 最大1MB    | 128KB    | Arm TrustZone, USBFS, QSPI, SDHI, SCI, SPI, I2C, CAN, IIC, 12bit ADC, 12bit DAC, 各種タイマ, 静電容量タッチセンシング, Secure Crypt Engine 9 (SCE9) |
| RA4      | RA4M2        | Arm Cortex-M33 100MHz 2.7~3.6V動作  | 48~100 | 最大512KB  | 128KB    | Arm TrustZone, USBFS, QSPI, SDHI, SCI, SPI, I2C, CAN, IIC, 12bit ADC, 12bit DAC, 各種タイマ, 静電容量タッチセンシング, Secure Crypt Engine 9 (SCE9) |
| RA4      | RA4M1        | Arm Cortex-M4 48MHz 1.6~5.5V動作    | 40~100 | 最大256KB  | 32KB     | USBFS, 各種タイマ, SCI, SPI, I2C, CAN, IIC, 14bit ADC, 12bit DAC, 静電容量タッチセンシング, Secure Crypt Engine 5 (SCE5)                            |
| RA4      | RA4E1        | Arm Cortex-M33 100MHz 2.7~3.6V動作  | 48~64  | 最大512KB  | 128KB    | Arm TrustZone, USBFS, QSPI, SDHI, SCI, SPI, I2C, CAN, IIC, 12bit ADC, 12bit DAC, 各種タイマ                                                         |
| RA4      | RA4W1        | Arm Cortex-M4 48MHz 1.8~3.6V動作    | 56     | 最大512KB  | 96KB     | Bluetooth 5.0, USBFS, 各種タイマ, SCI, SPI, I2C, CAN, IIC, 14bit ADC, 12bit DAC, 静電容量タッチセンシング, Secure Crypt Engine 5 (SCE5)             |
| RA4      | RA4E2        | Arm Cortex-M33 100MHz 2.7~3.6V動作  | 32~64  | 128KB      | 40KB     | Arm TrustZone, USB FS, SSI, HDMI CEC, SCI, SPI, I3C, CAN FD, 12bit ADC, 12bit DAC, 各種タイマ                                                       |
| RA4      | RA4T1        | Arm Cortex-M33 100MHz 2.7~3.6V動作  | 32~64  | 最大256KB  | 40KB     | モーター制御用マイコン 各種タイマ, SCI, SPI, I3C, CAN FD, 12bit ADC, 12bit DAC, PGA, Comparator, TFU                                                |
| RA4      | RA4L1        | Arm Cortex-M33 80MHz 1.6~3.6V動作   | 48~100 | 最大 512KB | 64KB     | Arm TrustZone, SCI, SPI, I3C, USBFS, CAN FD, QSPI, 12bit ADC, 12bit DAC, 各種タイマ, 8x48セグメントLCD, 12ch静電容量式タッチ, SSI, RSIP-E11A        |

### RA2シリーズ
RA2シリーズはRAファミリの中でも最も低消費電力が求められるアプリケーションの為に設計されている。動作時、スタンバイ時の消費電力が極めて低く、またスタンバイからの復帰も高速で、主にバッテリ動作のアプリケーションに用いられる。1.6Vから5.5Vまで広範囲で動作し、最大24ビットの高分解能A/Dコンバータや静電容量タッチセンシングに対応している。
| シリーズ | 製品グループ | CPUコア 最大動作周波数 動作電圧範囲 | ピン数 | Flash容量  | SRAM容量 | 代表的な周辺機能 |
| -------- | ------------ | ----------------------------------- | ------ | ---------- | -------- | --- |
| RA2      | RA2L1        | Arm Cortex-M23 48MHz 1.6~5.5V動作   | 48~100 | 最大256KB  | 32KB     | レギュレータ, 各種タイマ, SCI, SPI, I2C, CAN, 12bit ADC, 12bit DAC, コンパレータ 静電容量タッチセンシング（CTSU2）, AESアクセラレータ, TRNG |
| RA2      | RA2E1        | Arm Cortex-M23 48MHz 1.6~5.5V動作   | 25~64  | 最大128KB  | 16KB     | 各種タイマ, SCI, SPI, I2C, 12bit ADC, コンパレータ 静電容量タッチセンシング（CTSU2）, AESアクセラレータ, TRNG                               |
| RA2      | RA2E2        | Arm Cortex-M23 48MHz 1.6~5.5V動作   | 16~24  | 最大64KB   | 8KB      | 各種タイマ, SCI, SPI, I2C/I3C, 12bit ADC, コンパレータ, AESアクセラレータ, TRNG                                                             |
| RA2      | RA2A1        | Arm Cortex-M23 48MHz 1.6~5.5V動作   | 32~64  | 最大256KB  | 32KB     | USBFS, 各種タイマ, SCI, SPI, I2C, CAN, 24bit ΔΣADC, 16bit ADC, 12/8bit DAC, 静電容量タッチセンシング, AESアクセラレータ, TRNG               |
| RA2      | RA2E3        | Arm Cortex-M23 48MHz 1.6~5.5V動作   | 32~48  | 最大64KB   | 16KB     | 各種タイマ, SCI, SPI, I2C, 12bit ADC, Temperature Sensor                                                                                    |
| RA2      | RA2A2        | Arm Cortex-M23 48MHz 1.6~5.5V動作   | 64~100 | 最大512KB  | 48KB     | 各種タイマ, SCI, SPI, I2C, 24bit シグマ・デルタADC, 12bit ADC, Temperature Sensor, セグメントLCDコントローラ                                |
| RA2      | RA2L2        | Arm Cortex-M23 48MHz 1.6~5.5V動作   | 32~64  | 最大 128KB | 16KB     | 各種タイマ, SCI, SPI, I3C, SSI, CAN, USBFS, 12bit ADC, Temperature Sensor                                                                   |
| RA2      | RA2T1        | Arm Cortex-M23 64MHz 1.6~5.5V動作   | 24~48  | 最大 64KB  | 8KB      | 各種タイマ, SCI, SPI, I2C, 12bit ADC, Temperature Sensor, Comparator                                                                        |

### RA0シリーズ
RA0シリーズは、動作周波数32MHzのCortex®-M23コアを搭載し、32ビットの汎用マイコンとしては業界最小クラスとなる低消費電力を実現。バッテリ駆動の民生用電子機器や小型家電、産業機器、ビルディングオートメーション（BA）などの低消費電力化に貢献します。
| シリーズ | 製品グループ | CPUコア 最大動作周波数 動作電圧範囲 | ピン数 | Flash容量 | SRAM容量 | 代表的な周辺機能                                         |
| -------- | ------------ | ----------------------------------- | ------ | --------- | -------- | -------------------------------------------------------- |
| RA0      | RA0E1        | Arm Cortex-M23 48MHz 1.6~5.5V動作   | 16~32  | 64KB      | 12KB     | 各種タイマ, RTC, SPI, I2C, 12bit ADC, Temperature Sensor |
| RA0      | RA0E2        | Arm Cortex-M23 32MHz 1.6~5.5V動作   | 32-64  | 128KB     | 16KB     | 各種タイマ, RTC, SPI, I2C, 12bit ADC, Temperature Sensor |

### Part Number Decoder
RAファミリのマイクロコントローラーの型名は16桁のPart Numberで表記される。
| R       | 7   | F     | A        | X      | X           | X     | X       | X          | X    | X          | X          | X          | X       | X       | X       |
| ------- | --- | ----- | -------- | ------ | ----------- | ----- | ------- | ---------- | ---- | ---------- | ---------- | ---------- | ------- | ------- | ------- |
| Renesas | MCU | Flash | Advanced | Series | Application | Group | Feature | Flash size | Temp | ROM Number | ROM Number | ROM Number | Quality | Package | Package |
| ①       | ②   | ③     | ④        | ⑤      | ⑥           | ⑦     | ⑧       | ⑨          | ⑩    | ⑪          | ⑫          | ⑬          | ⑭       | ⑮       | ⑮       |

①　R（固定）：Renesas
②　7（固定）：マイクロコントローラ
③　F（固定）：フラッシュメモリ混載製品
④　A（固定）：Renesas RAファミリ
⑤　シリーズ：RA2=2、RA4=4、RA6=6、RA8=8、RA0=0
⑥　アプリケーション：M＝メインストリーム、W=ワイヤレス、T＝モータ制御、A＝アナログフロントエンド、E=エントリーライン、L＝ローパワー、D=ディスプレイ
⑨　フラッシュメモリ容量：3=16KB、4=24KB、 5=32KB、6=48KB、7=64KB、8=96KB、9=128KB、A=192KB、B=256KB、C=384KB、D=512KB、E=768KB、F=1,024KB、G=1,536KB、H=2,048KB
⑩　動作温度範囲：2:Ta=-40度~85度、3:Ta=-40度~105度、4:Ta=40度~125度、D:Tj=-40度~105度、E:Tj=-40度~125度
⑭　品質グレード：C=産業グレード(Q2A)、D=民生グレード(Q2B)
⑮　パッケージ
|    | タイプ | ピン数 | サイズ(mm) | ピンピッチ(mm) |
| -- | ------ | ------ | ---------- | -------------- |
| BY | WLCSP  | 16     | 1.87x1.84  | 0.4            |
| DA | WLCSP  | 25     | 2.14x2.17  | 0.4            |
| SC | LSSOP  | 29     | 6x4        | 0.65           |
| BT | BGA    | 36     | 5x5        | 0.8            |
| BC | BGA    | 36     | 4x4        | 0.5            |
| BU | BGA    | 64     | 4x4        | 0.4            |
| BB | BGA    | 64     | 5x5        | 0.5            |
| BQ | BGA    | 64     | 6x6        | 0.65           |
| BM | BGA    | 144    | 7x7        | 0.5            |
| BG | BGA    | 176    | 13x13      | 0.8            |
| BD | BGA    | 224    | 13x13      | 0.8            |
| AB | BGA    | 224    | 11x11      | 0.65           |
| LM | LGA    | 36     | 4x4        | 0.5            |
| LJ | LGA    | 100    | 7x7        | 0.65           |
| LK | LGA    | 145    | 7x7        | 0.5            |
| NL | QFN    | 16     | 3x3        | 0.5            |
| NJ | QFN    | 20     | 4x4        | 0.5            |
| NK | QFN    | 24     | 4x4        | 0.5            |
| NH | QFN    | 32     | 5x5        | 0.5            |
| NF | QFN    | 40     | 6x6        | 0.5            |
| NE | QFN    | 48     | 7x7        | 0.5            |
| NG | QFN    | 56     | 7x7        | 0.5            |
| NB | QFN    | 64     | 8x8        | 0.4            |
| FJ | LQFP   | 32     | 7x7        | 0.8            |
| FL | LQFP   | 48     | 7x7        | 0.5            |
| FM | LQFP   | 64     | 10x10      | 0.5            |
| FK | LQFP   | 64     | 14x14      | 0.8            |
| FN | LQFP   | 80     | 12x12      | 0.5            |
| FP | LQFP   | 100    | 14x14      | 0.5            |
| FB | LQFP   | 144    | 20x20      | 0.5            |
| FC | LQFP   | 176    | 24x24      | 0.5            |
| AC | BGA    | 289    | 12x12      | 0.65           |
| AJ | BGA    | 303    | 15x15      | 0.8            |

## Flexible Software Package (FSP)

### 概要
Flexible Software Package (FSP) は、ルネサスエレクトロニクスが提供するソフトウェア群である。無償のソースコードがGitHubから提供されている。FreeRTOSに加えてAzure RTOSに対応しており、各種ミドルウェア、HALドライバなどのソフトウェアが含まれており、RAファミリを用いたシステム開発を行うユーザーが、必要なソフトウェアを自由に活用することができる。

### 主な機能
- FSPｖ6.0.0 (Latest)
  - 2025年6月リリース
  - Arm® TrustZone® 対応

#### BSP（Board Support Package）
- CMSIS-Core準拠のスタートアップコード
- クロック、メモリ、割込み、スタック、ランタイムなど基本的サービス
- CMSIS-DSP
- CMSIS-NN

#### HALドライバ
- MCUのマニュアルに沿ったレジスタレベルのアクセス
- 高性能、省フットプリント

#### オペレーティングシステム
- 最新バージョンのFreeRTOSおよびAzureRTOSをリファレンスとして採用
- ツールでコンフィギュレーション可能なRTOSリソース（スレッド、ミューテックスなど）
- サードパーティ製OS対応、ベアメタル対応

#### ミドルウェア
- FreeRTOS+FAT, LittleFS, FileXのファイルシステム
- 仮想EEPROMエミュレーション
- TCP/IPをはじめとした各種通信プロトコルスタック
- セキュアコミュニケーションを実現するMbed TLS1.3
- CDC、HID、マスストレージに対応したUSBミドルウェア
- Bluetoothプロトコルスタックとサンプルアプリケーション
- 主要なクラウドプロバイダとの簡単な接続オプション
- Arm PSA Crypt APIと暗号ハードウェアエンジン　※PSA Level2準拠予定
- Segger emWinグラフィックスライブラリインターフェース

## ツール開発環境

### 統合開発環境
Renesas RAファミリの統合開発環境としてはルネサスエレクトロニクスが独自に用意するものだけではなく、ARM KeilやIARシステムズといったサードパーティ製の製品が使用できる。直感的な操作でデバイスの各種設定を行いコードを生成するスマートコンフィギュレータの機能は、いずれのケースでも利用できる。
| IDE（統合開発環境）  | Renesas e2 studio | IAR Systems Embedded Workbench for ARM                      | ARM Keil MDK                                              |
| -------------------- | --- | ----------------------------------------------------------- | --------------------------------------------------------- |
| コンパイラ           | •GCC •LLVM •Arm Compiler * •IAR Arm Compiler * | •IAR Arm Compiler *                                         | •Arm Compiler *                                           |
| デバッガ             | •Renesas E2/E2 Lite •SEGGER J-Link | •IAR I-Jet •SEGGER J-Link •Renesas E2/E2 Lite •CMSIS-DAP ** | •SEGGER J-Link •Keil ULINK / CMSIS-DAP **                 |
| プログラマ           | •Renesas PG-FP6 •SEGGER J-Flash •パートナーソリューション | •Renesas PG-FP6 •SEGGER J-Flash •パートナーソリューション   | •Renesas PG-FP6 •SEGGER J-Flash •パートナーソリューション |
| コンフィギュレータ   | e2 studioにビルトイン： •BSPコンフィギュレーション •クロック・コンフィギュレーション •ピン・コンフィギュレーション •モジュール・コンフィギュレーション •割込みコンフィギュレーション | •RA SC (RAスマート・コンフィギュレータ)を使用               | •RA SC (RAスマート・コンフィギュレータ)を使用             |
| その他サポートツール | •Motor QorkbenchE for Capacitive Touch •QE for Capacitive Touch •QE for BLEなど | •C-SPY •C-RUN, C-STATなど                                   | N/A                                                       |
| ライセンス           | 無償 | 有償                                                        | 有償                                                      |

* お客様ご自身で直接パートナーからコンパイラを購入しライセンスを取得する必要があります
** 限定サポート

### 開発用/評価用ボード（Evaluation Kits）
ルネサスはRAファミリの開発用/評価用ボードとしてEvaluation Kit（EK）を製品化している。EKにはMCUの全端子にアクセス可能なピンヘッダを備え、また用途に応じたセンサやコネクティビティを拡張するための拡張コネクタとしてPmod、Arduino、Mikrobus、Groveのコネクタを備えている。オンボードデバッガとしてJ-Link OBも実装している為、同梱されているUSBケーブルとPCで接続するだけですぐにデバッグやプログラムの書き込みが可能な仕様となっている。回路図やBOM、デザインファイルなどもルネサスの公式HPで公開されており、これらのEKはルネサスの販売代理店や電子部品の通販サイトなどで購入可能である。
| 名称                                      | 型名                                  | 説明 | 利用できるエコシステムコネクタ                                   | 購入                                                                           |
| ----------------------------------------- | ------------------------------------- | --- | ---------------------------------------------------------------- | ------------------------------------------------------------------------------ |
| RA6T1 RSSK                                | RTK0EMA170S00020BJ                    | RA6T1 グループ用モータ制御評価システム                                                                       |                                                                  | ルネサスエレクトロニクス販売特約店・代理店 または オンラインディストリビュータ |
| EK-RA6M5                                  | RTK7EKA6M5S00001BE                    | RA6M5グループ評価キット                                                                                      | Digilent Pmod Arduino uno R3 Seeed Grove MikroBUS\|-             | ルネサスエレクトロニクス販売特約店・代理店 または オンラインディストリビュータ |
| CK-RA6M5                                  | RTK7CKA6M5S04001BE RTK7CKA6M5S08002BE | RA6M5グループクラウドキット                                                                                  | Digilent Pmod                                                    | ルネサスエレクトロニクス販売特約店・代理店 または オンラインディストリビュータ |
| EK-RA6M4                                  | RTK7EKA6M4S00001BE                    | RA6M4グループ評価キット                                                                                      | Digilent Pmod Arduino uno R3 Seeed Grove MikroBUS                | ルネサスエレクトロニクス販売特約店・代理店 または オンラインディストリビュータ |
| EK-RA6M3G                                 | RTK7EKA6M3S01001BU                    | RA6M3グループグラフィックス評価キット （EK-RA6M3 + 4.3インチTFTカラー液晶480x272搭載グラフィック拡張ボード） | Digilent Pmod Arduino uno R3 Seeed Grove MikroBUS                | ルネサスエレクトロニクス販売特約店・代理店 または オンラインディストリビュータ |
| EK-RA6M3                                  | RTK7EKA6M3S00001BU                    | RA6M3グループ評価キット                                                                                      | Digilent Pmod Arduino uno R3 Seeed Grove MikroBUS                | ルネサスエレクトロニクス販売特約店・代理店 または オンラインディストリビュータ |
| RA6M2 Touch RSSK                          | RTK0EG0021S01001BJ                    | RA6M2搭載静電容量タッチ評価システム                                                                          |                                                                  | ルネサスエレクトロニクス販売特約店・代理店 または オンラインディストリビュータ |
| EK-RA6M2                                  | RTK7EKA6M2S00001BU                    | RA6M2グループ評価キット                                                                                      | Digilent Pmod                                                    | ルネサスエレクトロニクス販売特約店・代理店 または オンラインディストリビュータ |
| EK-RA6M1                                  | RTK7EKA6M1S00001BU                    | RA6M1グループ評価キット                                                                                      | Digilent Pmod                                                    | ルネサスエレクトロニクス販売特約店・代理店 または オンラインディストリビュータ |
| FPB-RA6E1                                 | RTK7FPA6E1S00001BE                    | RA6E1 Fast Prototyping Board                                                                                 | Digilent Pmod Arduino uno R3                                     | ルネサスエレクトロニクス販売特約店・代理店 または オンラインディストリビュータ |
| VOICE-RA6E1                               | TW001-VUIA6E1POCZ                     | RA6E1音声ユーザリファレンスキット                                                                            |                                                                  | ルネサスエレクトロニクス販売特約店・代理店 または オンラインディストリビュータ |
| FPB-RA6E2                                 | RTK7FPA6E2S00001BE                    | RA6E2 Fast Prototyping Board                                                                                 | Digilent Pmod Arduino uno R3                                     | ルネサスエレクトロニクス販売特約店・代理店 または オンラインディストリビュータ |
| EK-RA6E2                                  | RTK7EKA6E2S00001BE                    | RA6E2グループ評価キット                                                                                      | Digilent Pmod Arduino uno R3 Seeed Grove MikroBUS SparkFun Qwiic | ルネサスエレクトロニクス販売特約店・代理店 または オンラインディストリビュータ |
| EK-RA4M3                                  | RTK7EKA4M3S00001BE                    | RA4M3グループ評価キット                                                                                      | Digilent Pmod Arduino uno R3 Seeed Grove MikroBUS                | ルネサスエレクトロニクス販売特約店・代理店 または オンラインディストリビュータ |
| EK-RA4W1                                  | RTK7EKA4W1S00000BJ                    | RA4W1グループ Bluetooth Low Energy評価キット                                                                 | Digilent Pmod Arduino uno R3                                     | ルネサスエレクトロニクス販売特約店・代理店 または オンラインディストリビュータ |
| EK-RA4M1                                  | RTK7EKA4M1S00001B                     | RA4M1グループ評価キット                                                                                      | Digilent Pmod                                                    | ルネサスエレクトロニクス販売特約店・代理店 または オンラインディストリビュータ |
| FPB-RA4E1                                 | RTK7FPA4E1S00001BE                    | RA4E1 Fast Prototyping Board                                                                                 | Digilent Pmod Arduino uno R3                                     | ルネサスエレクトロニクス販売特約店・代理店 または オンラインディストリビュータ |
| VOICE-RA4E1                               | TW001-VUIA4E1POCZ                     | RA4E1音声ユーザリファレンスキット                                                                            |                                                                  | ルネサスエレクトロニクス販売特約店・代理店 または オンラインディストリビュータ |
| FPB-RA4E2                                 | RTK7FPA4E2S00001BE                    | RA4E2 Fast Prototyping Board                                                                                 | Digilent Pmod Arduino uno R3                                     | ルネサスエレクトロニクス販売特約店・代理店 または オンラインディストリビュータ |
| EK-RA4E2                                  | RTK7EKA4E2S00001BE                    | RA4E2グループ評価キット                                                                                      | Digilent Pmod Arduino uno R3 Seeed Grove MikroBUS SparkFun Qwiic | ルネサスエレクトロニクス販売特約店・代理店 または オンラインディストリビュータ |
| RA2L1 Touch RSSK                          | RTK0EG0022S01001BJ                    | RA2L1搭載静電容量タッチ評価システム                                                                          |                                                                  | ルネサスエレクトロニクス販売特約店・代理店 または オンラインディストリビュータ |
| EK-RA2L1                                  | RTK7EKA2L1S00001BE                    | RA2L1グループ評価キット                                                                                      | Digilent Pmod Arduino uno R3 Seeed Grove MikroBUS                | ルネサスエレクトロニクス販売特約店・代理店 または オンラインディストリビュータ |
| VOICE-RA2L1                               | TW001-VUIA2L1POCZ                     | RA2L1 音声ユーザリファレンスキット                                                                           |                                                                  | ルネサスエレクトロニクス販売特約店・代理店 または オンラインディストリビュータ |
| EK-RA2E1                                  | RTK7EKA2E1S00001BE                    | RA2E1グループ評価キット                                                                                      | Digilent Pmod Arduino uno R3 Seeed Grove MikroBUS                | ルネサスエレクトロニクス販売特約店・代理店 または オンラインディストリビュータ |
| FPB-RA2E1                                 | RTK7FPA2E1S00001BE                    | RA2E1 Fast Prototyping Board                                                                                 | Digilent Pmod Arduino uno R3                                     | ルネサスエレクトロニクス販売特約店・代理店 または オンラインディストリビュータ |
| EK-RA2A1                                  | RTK7EKA2A1S00001BU                    | RA2A1グループ評価キット                                                                                      | Digilent Pmod                                                    | ルネサスエレクトロニクス販売特約店・代理店 または オンラインディストリビュータ |
| EK-RA2E2                                  | RTK7EKA2E2S00001BE                    | RA2E2グループ評価キット                                                                                      | Digilent Pmod Arduino uno R3 Seeed Grove MikroBUS SparkFun Qwiic | ルネサスエレクトロニクス販売特約店・代理店 または オンラインディストリビュータ |
| FPB-RA2E2                                 | RTK7FPA2E2S00001BE                    | RA2E2 Fast Prototyping Board                                                                                 | Digilent Pmod Arduino uno R3                                     | ルネサスエレクトロニクス販売特約店・代理店 または オンラインディストリビュータ |
| MCK-RA6T2                                 | RTK0EMA270S00020BJ                    | Renesas Flexible Motor Control Kit for RA6T2 MCU Group                                                       |                                                                  | ルネサスエレクトロニクス販売特約店・代理店 または オンラインディストリビュータ |
| MCB-RA6T2                                 | RTK0EMA270C00000BJ                    | Renesas Flexible Motor Control CPU Board for RA6T2 MCU Group                                                 |                                                                  | ルネサスエレクトロニクス販売特約店・代理店 または オンラインディストリビュータ |
| MCK-RA4T1                                 | RTK0EMA430S00020BJ                    | Renesas Flexible Motor Control Kit for RA4T1 MCU Group                                                       |                                                                  | ルネサスエレクトロニクス販売特約店・代理店 または オンラインディストリビュータ |
| MCB-RA4T1                                 | RTK0EMA430C00000BJ                    | Renesas Flexible Motor Control CPU Board for RA4T1 MCU Group                                                 |                                                                  | ルネサスエレクトロニクス販売特約店・代理店 または オンラインディストリビュータ |
| MCK-RA6T3                                 | RTK0EMA330S00020BJ                    | Renesas Flexible Motor Control Kit for RA6T3 MCU Group                                                       |                                                                  | ルネサスエレクトロニクス販売特約店・代理店 または オンラインディストリビュータ |
| MCB-RA6T3                                 | RTK0EMA330C00000BJ                    | Renesas Flexible Motor Control CPU Board for RA6T3 MCU Group                                                 |                                                                  | ルネサスエレクトロニクス販売特約店・代理店 または オンラインディストリビュータ |
| FPB-RA4T1                                 | RTK7FPA4T1S00001BE                    | RA4T1 Fast Prototyping Board                                                                                 | Digilent Pmod Arduino uno R3                                     | ルネサスエレクトロニクス販売特約店・代理店 または オンラインディストリビュータ |
| FPB-RA6T3                                 | RTK7FPA6T3S00001BE                    | RA6T3 Fast Prototyping Board                                                                                 | Digilent Pmod Arduino uno R3                                     | ルネサスエレクトロニクス販売特約店・代理店 または オンラインディストリビュータ |
| EK-RA8M1                                  | RTK7EKA8M1S00001BE                    | RA8M1グループ評価キット                                                                                      | Digilent Pmod Arduino uno R3 Seeed Grove MikroBUS SparkFun Qwiic | ルネサスエレクトロニクス販売特約店・代理店 または オンラインディストリビュータ |
| FPB-RA2E3                                 | RTK7FPA2E3S00001BE                    | RA2E3 Fast Prototyping Board                                                                                 | Digilent Pmod Arduino uno R3                                     | ルネサスエレクトロニクス販売特約店・代理店 または オンラインディストリビュータ |
| EK-RA8D1                                  | RTK7EKA8D1S01001BE                    | RA8M1グループ評価キット                                                                                      | Digilent Pmod Arduino uno R3 Seeed Grove MikroBUS SparkFun Qwiic | ルネサスエレクトロニクス販売特約店・代理店 または オンラインディストリビュータ |
| MCK-RA8T1                                 | RTK0EMA5K0S00020BJ                    | Renesas Flexible Motor Control Kit for RA8T1 MCU Group                                                       |                                                                  | ルネサスエレクトロニクス販売特約店・代理店 または オンラインディストリビュータ |
| MCB-RA8T1                                 | RTK0EMA5K0C00000BJ                    | Renesas Flexible Motor Control CPU Board for RA8T1 MCU Group                                                 |                                                                  | ルネサスエレクトロニクス販売特約店・代理店 または オンラインディストリビュータ |
| EK-RA2A2                                  | RTK7EKA2A2S00001BJ                    | RA2A2 MCUグループ評価キット                                                                                  | Digilent Pmod Arduino uno R3 Seeed Grove MikroBUS SparkFun Qwiic | ルネサスエレクトロニクス販売特約店・代理店 または オンラインディストリビュータ |
| FBP-RA0E1                                 | RTK7FPA0E1S00001BJ                    | RA0E1 Fast Prototyping Board                                                                                 | Digilent Pmod Arduino uno R3                                     | ルネサスエレクトロニクス販売特約店・代理店 または オンラインディストリビュータ |
| FPB-RA8E1                                 | RTK7FPA8E1S00001BE                    | RA8E1 Fast Prototyping Board                                                                                 | Digilent Pmod Arduino uno R3                                     | ルネサスエレクトロニクス販売特約店・代理店 または オンラインディストリビュータ |
| EK-RA4L1                                  | RTK7EKA4L1S01001BE                    | RA4L1グループ評価キット                                                                                      | Digilent Pmod Arduino uno R3 Seeed Grove MikroBUS SparkFun Qwiic | ルネサスエレクトロニクス販売特約店・代理店 または オンラインディストリビュータ |
| RA4L1 Touch RSSK                          | RTK0EG0057S01001BJ                    | RA4L1搭載静電容量タッチ評価システム                                                                          |                                                                  | ルネサスエレクトロニクス販売特約店・代理店 または オンラインディストリビュータ |
| FPB-RA0E2                                 | RTK7FPA0E2S00001BJ                    | RA0E2 Fast Prototyping Board                                                                                 | Digilent Pmod Arduino uno R3                                     | ルネサスエレクトロニクス販売特約店・代理店 または オンラインディストリビュータ |
| EK-RA2L2                                  | RTK7EKA2L2S00001BJ                    | RA2L2 MCUグループ用評価キット                                                                                | Digilent Pmod Arduino uno R3 Seeed Grove MikroBUS SparkFun Qwiic | ルネサスエレクトロニクス販売特約店・代理店 または オンラインディストリビュータ |
| RA2L2 MCU USB Type-C リファレンスデザイン | RTK7A2L2UCD00000BJ                    | RA2L2 MCU USB Type-C リファレンスデザイン                                                                    |                                                                  | ルネサスエレクトロニクス販売特約店・代理店 または オンラインディストリビュータ |
| EK-RA8P1                                  | RTK7EKA8P1S01001BE                    | RA8P1 MCUグループ評価キット                                                                                  | Digilent Pmod Arduino uno R3 Seeed Grove MikroBUS SparkFun Qwiic | ルネサスエレクトロニクス販売特約店・代理店 または オンラインディストリビュータ |
| MCK-RA2T1                                 | RTK0EMA810S00020BJ                    | Renesas Flexible Motor Control Kit for RA2T1 MCU Group                                                       |                                                                  | ルネサスエレクトロニクス販売特約店・代理店 または オンラインディストリビュータ |
| MCB-RA2T1                                 | RTK0EMA810C00000BJ                    | Renesas Flexible Motor Control CPU Board for RA2T1 MCU Group                                                 |                                                                  | ルネサスエレクトロニクス販売特約店・代理店 または オンラインディストリビュータ |
| FPB-RA2T1                                 | RTK7FPA2T1S00001BJ                    | RA2T1 Fast Prototyping Board                                                                                 | Digilent Pmod Arduino uno R3                                     | ルネサスエレクトロニクス販売特約店・代理店 または オンラインディストリビュータ |

また、株式会社アルファプロジェクトや株式会社北斗電子などによるサードパーティ製ボードも存在する。

### その他
Renesas RAファミリで使用可能なツール

#### RUHMI Framework
異種コンパイラと多様なソフトウェアフレームワークを備えた包括的なプラットフォームで、AIアプリケーション開発効率を最大化

#### AI Navigator
AIを使用する組み込みシステム開発において、必要な機能を統合したAI Navigator を使用することにより、開発期間の短縮が実現できます。

#### QE for Display
Renesas製ディスプレイコントローラのLCD表示機能を使った組み込みシステム開発に対応した開発支援ツール

#### QE for Camera
Renesas製ディスプレイコントローラのカメラ入力機能を使った組み込みシステム開発に対応した開発支援ツール

#### QE for BLE
Bluetooth® low energyを使った組み込みシステム開発に対応した開発支援ツール。統合開発環境e² studioに対応。RA4W1のBluetooth®仕様の通信機能をすぐに試すことが可能。

#### QE for Capacitive Touch
静電容量式タッチセンサを使った組み込みシステム開発に対応した開発支援ツール。RXファミリ、RAファミリに対応。

#### QE for Motor
ワークフローに従って操作するだけでモータ用ソフトウェアの開発ができるモータ用ソフトウェア開発支援ツール。統合開発環境 e² studioの拡張機能で無償でダウンロードできる。

#### モータ制御開発支援ツール Renesas Motor Workbench
モータ制御向けのデバッグツール。Analyzer機能ではマイコン内部の変数の読み書きや変数の波形表示などを行うことができ、Tuner機能はソリューションキットを使用してモータの自動調整を行うことができる。自動調整を行うことで、ベクトル制御で使用するモータのパラメータや制御のパラメータを自動で取得することができる。

#### PG-FP6
ルネサス製フラッシュメモリ内蔵マイコンに対し、ユーザシステム上で、プログラムの消去、書き込み、ベリファイを行うためのツール。

#### Renesas Flash Programmer V3
ルネサス製フラッシュ内蔵マイコンのフラッシュメモリに対し、開発フェーズ、量産フェーズそれぞれでの書き込みをサポートする操作性・機能を提供する

#### AppWizard（Segger）
RA6M3とFSPに同梱されたSegger社のemWinグラフィックスライブラリを用いたGUI開発ツール。WYSIWYGエディタ。

#### EVRICA（DTSインサイト）
動作中の組込みソフトウェア内部の入出力データや変数など、動的に変化するデータ値をリアルタイムに計測

#### FL-PR6（内藤電誠町田製作所）
フラッシュメモリプログラマ

## RA Ready 開発パートナーエコシステム
ルネサスではRAファミリですぐに使えるソフトウェア/ハードウェアソリューションを提供しているパートナー製品を「RA Ready」の表記のもとでいくつか公表している。代表的なパートナー企業は以下の通りである。(順不同)

### セキュリティとセーフティ
- Cypherbridge Systems LLC
- Veridify Security
- WolfSSL
- ユビキタスAIコーポレーション
- SmartAxiom, Inc
- Segger
- HEX Five Security
- Secure Thingz
- IARシステムズ

### コネクティビティとクラウド連携
- Microsoft Azure
- Alibaba Cloud
- ARM Pelion
- サイレックス・テクノロジー株式会社
- RELOC
- 株式会社プロアシスト
- Clarinox
- Altobeam

### 人工知能と機械学習
- Qeexo
- Ignitarium

### ヒューマン・マシン・インタフェース
- Sensory
- Cyberon
- テクノマセマティカル
- アドバンスト・メディア
- Segger
- FDI
- Pachira
- 東芝

### センシングとコントロール
- BFG Engineering

### 特定用途/新規アプリケーション
- ORBSTAR
- TATA ELXSI
- GT&T
- MBS

### ツールとユーザーエクスペリエンス
- IARシステムズ
- イー・フォース株式会社
- 株式会社グレープシステム
- ミナトエレクトロニクス
- フラッシュサポートグループ
- ユークエスト
- アルファプロジェクト
- arm Keil
- DTSインサイト
- FreeRTOS
- CapExt